# La Lande-sur-Eure
La Lande-sur-Eure är en kommun i departementet Orne i regionen Normandie i nordvästra Frankrike. Kommunen ligger i kantonen Longny-au-Perche som tillhör arrondissementet Mortagne-au-Perche. År 2018 hade La Lande-sur-Eure 163 invånare.

## Befolkningsutveckling
Antalet invånare i kommunen La Lande-sur-Eure
| Referens: INSEE |